# Wedel
Wedel là một thị trấn thuộc huyện Pinneberg, bang Schleswig-Holstein, Đức.

## Thành phố kết nghĩa
Caudry, Pháp
 Vejen, Đan Mạch
 Wolgast, Mecklenburg-Western Pomerania, Đức

## Dân số
| Năm    | 1910  | 1925  | 1933  | 1939  | 1998   | 1999   | 2000   | 2001   | 2002   | 2003   | 2004   | 2005   |
| ------ | ----- | ----- | ----- | ----- | ------ | ------ | ------ | ------ | ------ | ------ | ------ | ------ |
| Dân số | 5.938 | 6.168 | 7.661 | 8.308 | 31.850 | 31.783 | 32.060 | 32.221 | 32.354 | 32.164 | 32.014 | 32.177 |